# Mathew Anikuzhikattil
Mathew Anikuzhikattil (* 23. September 1942 in Kunchithanny; † 1. Mai 2020 in Kolenchery) war ein indischer Geistlicher und syro-malabarischer Bischof von Idukki.

## Leben
Mathew Anikuzhikattil empfing am 15. März 1971 das Sakrament der Priesterweihe.
Am 15. Januar 2003 ernannte ihn Papst Johannes Paul II. zum ersten Bischof von Idukki. Der syro-malabarische Großerzbischof von Ernakulam-Angamaly, Varkey Kardinal Vithayathil CSsR, spendete ihm am 2. März desselben Jahres die Bischofsweihe; Mitkonsekratoren waren der Bischof von Kothamangalam, George Punnakottil, und der Bischof von Palai, Joseph Pallikaparampil.
Am 12. Januar 2018 nahm Papst Franziskus das von Mathew Anikuzhikattil aus Altersgründen vorgebrachte Rücktrittsgesuch an.